# Humberto Coelho
Humberto Manuel de Jesus Coelho, född 20 april 1950, är en portugisisk fotbollstränare och före detta spelare. Under sin aktiva karriär spelade han främst för Benfica och gjorde 64 landskamper för Portugals landslag. Som tränare har han bland annat varit förbundskapten för Portugal, Marocko, Sydkorea och Tunisien.

## Spelarkarriär
Humberto Coelho startade sin karriär i Benfica där han  mellan 1968 och 1975 vann Primeira Liga fem gånger. Säsongen 1973/74 blev han även utsedd till årets spelare i Portugal. 1975 lämnade Coelho Benfica för spel med franska Paris Saint-Germain där han gjorde 42 matcher och sju mål. Efter en kortare sejour i Las Vegas Quicksilvers så återvände Coelho till Benfica där han vann ligan ytterligare tre gånger. Totalt så gjorde han 496 matcher och 76 mål för Benfica.
För Portugals landslag gjorde Coelho debut 27 oktober 1968 när Portugal i VM-kvalet besegrade Rumänien med 3-0. Totalt så gjorde han 64 landskamper och sex mål.

## Tränarkarriär
Coelho startade sin tränarkarriär i Braga och senare Salgueiros. 1997 blev han förbundskapten för Portugals landslag som han ledde till semifinal i EM 2000. Hans kontrakt förnyades dock inte och istället blev han ny förbundskapten i Marocko, där han fick sparken efter att misslyckats med att ta landet till VM 2002.
Har blev sedermera tränare för Sydkorea samt saudiska Al Shabab innan han tog över jobbet som förbundskapten för Tunisien. Även från Tunisien fick han sparken efter att ha misslyckats med att ta landet till VM 2010.

## Meriter
Benfica
- Primeira Liga (8): 1969, 1971, 1972, 1973, 1975, 1981, 1983, 1984
- Portugisiska cupen (6): 1969, 1970, 1972, 1980, 1981, 1983
- Portugisiska supercupen: 1980
- Årets spelare i Portugal: 1974